# Grün-Erle
Die Grün-Erle (Alnus alnobetula (Ehrh.) K.Koch, Synonym: Alnus viridis (Chaix) DC.), auch Alpen-Erle oder Laublatsche genannt, ist eine Pflanzenart in der Gattung der Erlen (Alnus). Sie ist die einzige strauchförmige Erlenart in Europa.

## Beschreibung
Die Grün-Erle bildet einen sommergrünen Strauch, der Wuchshöhen von 3 bis 6 Metern erreicht und bis zu 110 Jahre alt werden kann. Sie hat eine glatte, graue Rinde, die sich in höherem Alter in eine schwärzliche Borke verwandelt. Die Knospe ist 1,2 bis 1,5 Zentimeter lang, nicht gestielt (im Gegensatz zu Schwarz-, Grau- und Italienischer Erle), purpurrot, glänzend und lang zugespitzt. Die Laubblätter sind oval und doppelt gesägt.
Die Blütezeit reicht von April bis Juni. Die Blüten sind eingeschlechtig. Die männlichen Kätzchen sind dick und etwa 5 bis 12 Zentimeter lang; die weiblichen stehen aufrecht in Büscheln zu 5 bis 8 und sind rötlichgrün und eiförmig. Die etwa 2 Zentimeter langen sowie 1,5 Zentimeter breiten Fruchtstände sind im Sommer grün, später blass rotbraun und mit 15 bis 20 sehr kleinen Fruchtschuppen bedeckt; die Fruchtstände hängen bis zum Frühjahr und sind dann fast schwarz.
Die Grünerle vermehrt sich außer durch Samen auch durch Wurzelbrut und Absenkern aus bodennahen Zweigen.
Die Chromosomenzahl beträgt 2n = 28.

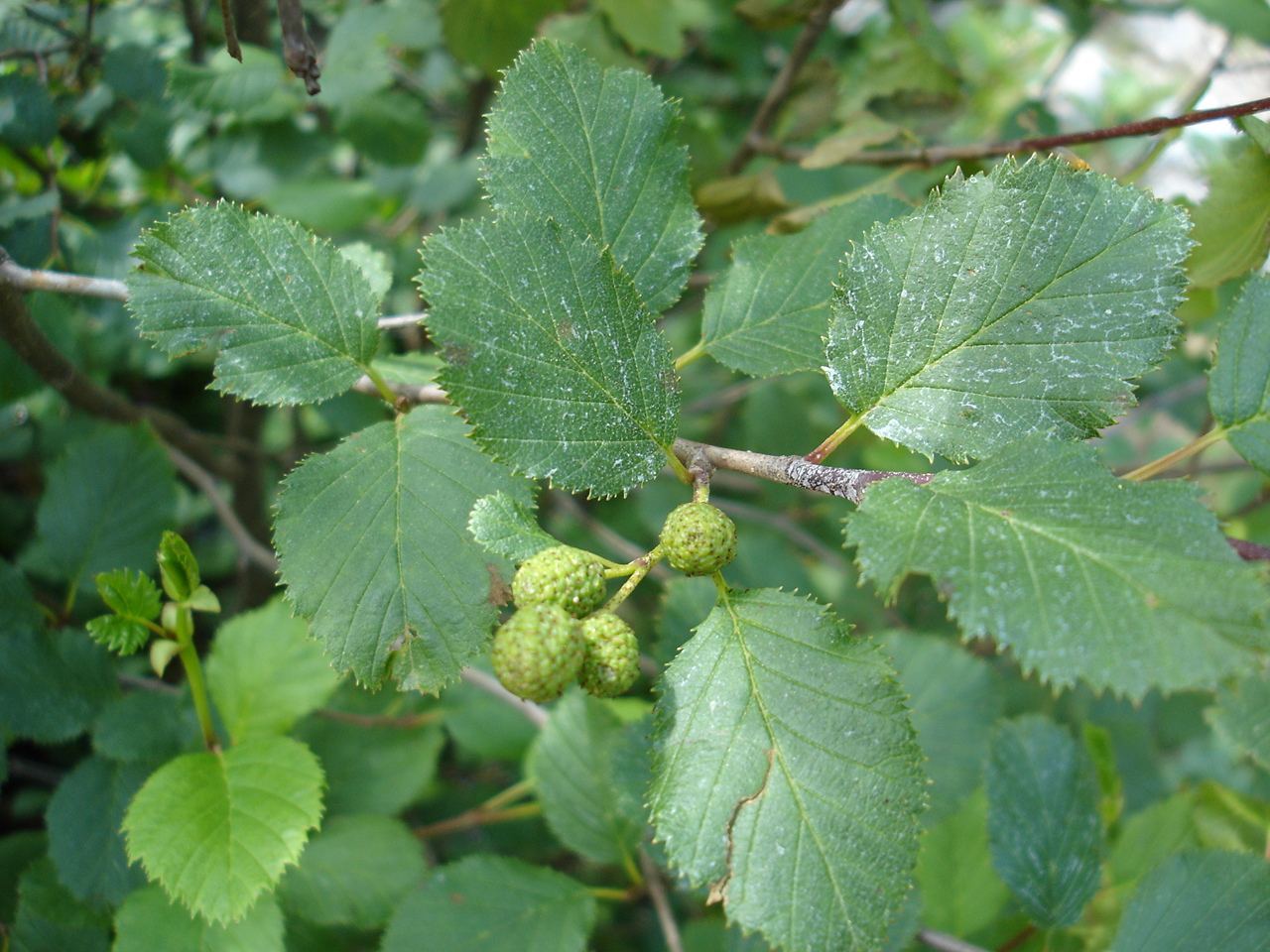
Blätter und unreife Früchte
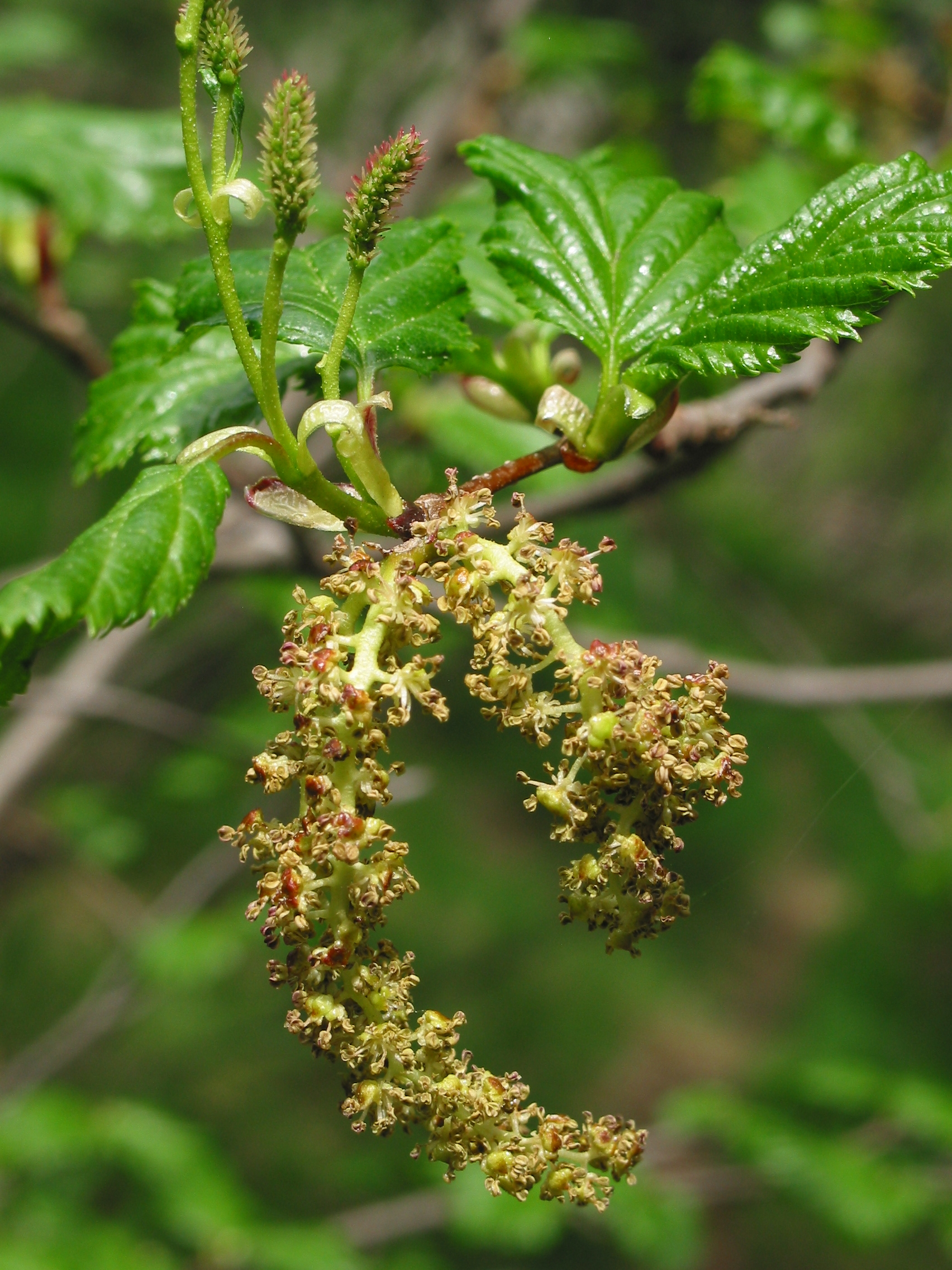
Männliche und weibliche Blüten
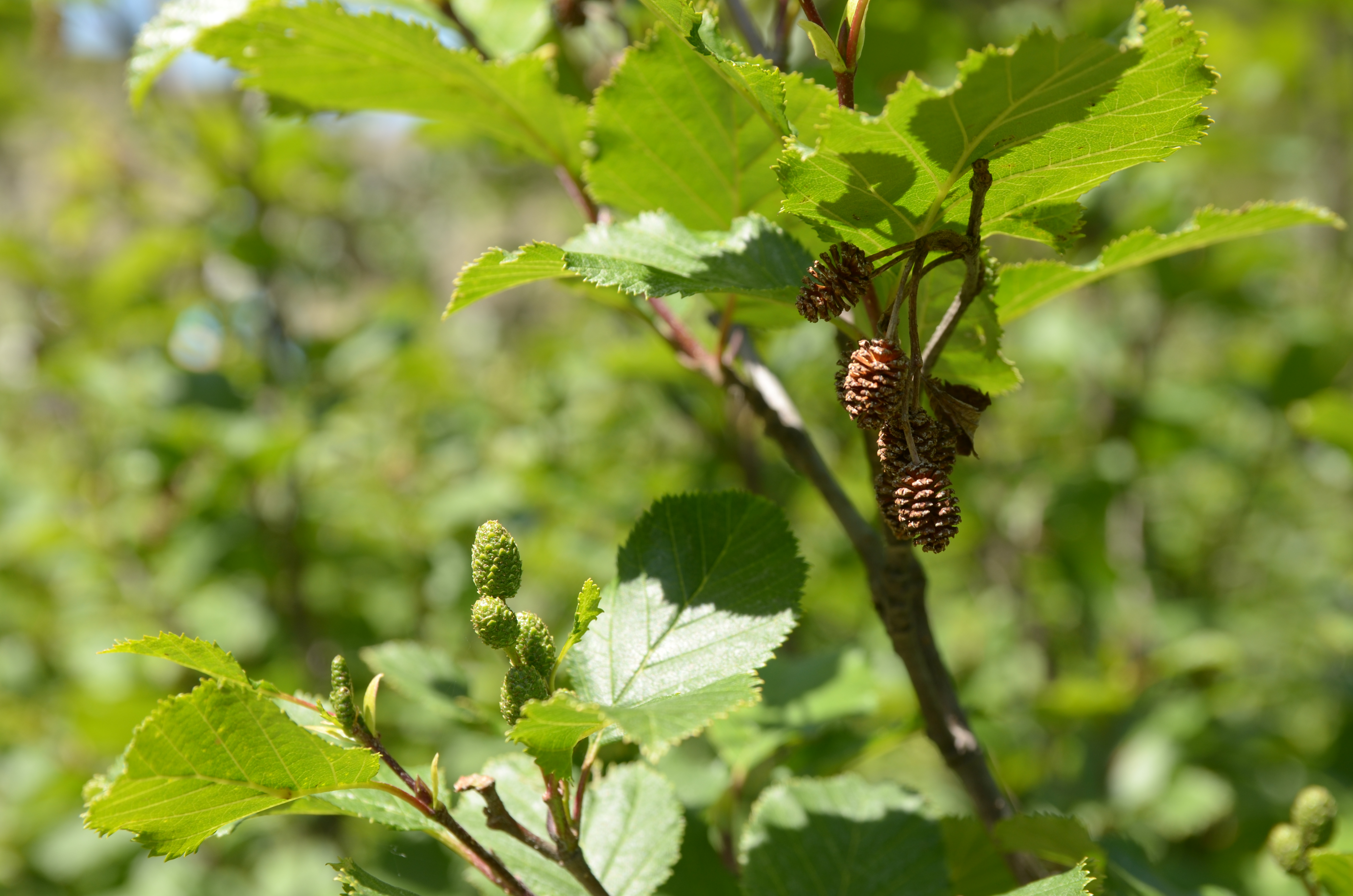
Die Früchte hängen erst mit der Reifung; junge Früchte zeigen noch nach oben

## Vorkommen

Verbreitung der Grün-Erle
Natürliche Verbreitung von Alnus alnobetula subsp. alnobetula× Isolierte Populationen von Alnus alnobetula subsp. alnobetula

In Europa kommen zwei Unterarten der Grün-Erle vor:
- Alnus alnobetula (Ehrh.) K.Koch subsp. alnobetula (Synonym: Alnus viridis (Chaix) DC. subsp. viridis) kommt im Osten von Frankreich, Österreich, der Schweiz, im Süden von Deutschland, Tschechien, im Westen von Ungarn, im Süden von Polen, Bulgarien, Bosnien-Herzegowina, im Norden von Italien, Nordmazedonien, Rumänien, Serbien, Slowenien und im Westen der Ukraine vor.[3]
- Alnus alnobetula (Ehrh.) K.Koch subsp. suaveolens (Req.) Lambinon & Kerguelen  (Syn.: Alnus viridis subsp. suaveolens (Req.) P.W.Ball, Alnus suaveolens (Req.) Ball), die Korsische Zwerg-Erle kommt nur in Korsika vor.[4]

Die beiden oben genannten Unterarten der Grün-Erle kommen in den Gebirgen Mittel- und Südosteuropas, den Karpaten und Korsika von der Tallage bis auf eine Höhenlage von 2800 Metern vor. In den Allgäuer Alpen steigt sie bis in Höhenlagen etwa 2050 Metern auf.
Bzgl. der Vorkommen der anderen Unterarten der Grünerle vgl. die Verbreitungskarte und den Abschnitt Systematik.
Im Auftrag der deutschen Bundesanstalt für Landwirtschaft und Ernährung (BLE) wurden im Rahmen des Projekts Erfassung und Dokumentation genetischer Ressourcen seltener Baumarten in Deutschland in den Jahren von 2010 bis 2013 die Vorkommen von zehn seltenen heimischen Baumarten in den deutschen Wäldern ermittelt. Von der Grün-Erle wurden dabei in Deutschland rund 110.000 Strauchindividuen im Allgäu, im Werdenfelser Land und in den Berchtesgadener Alpen, vor allem in Höhenlagen zwischen 1500 m ü. NN und 2000 m ü. NN erfasst. Daneben bestehen im Schwarzwald 22 nacheiszeitliche Reliktvorkommen der Grün-Erle mit insgesamt 1.000 Exemplaren.
Als Standort werden feuchte Hänge, Bach- und Waldränder bevorzugt. Die Grün-Erle ist in den Alpen eine Charakterart des Alnetum viridis aus dem Verband Adenostylion, kommt aber in tieferen Lagen in Vorwaldgesellschaften des Epilobio-Salicetum capreae und im lichten Ulmo-Aceretum vor.
Die ökologischen Zeigerwerte nach Landolt & al. 2010 sind in der Schweiz: Feuchtezahl F = 4w+ (feucht aber stark wechselnd), Lichtzahl L = 3 (halbschattig), Reaktionszahl R = 2 (sauer), Temperaturzahl T = 2 (subalpin), Nährstoffzahl N = 4 (nährstoffreich), Kontinentalitätszahl K = 2 (subozeanisch).

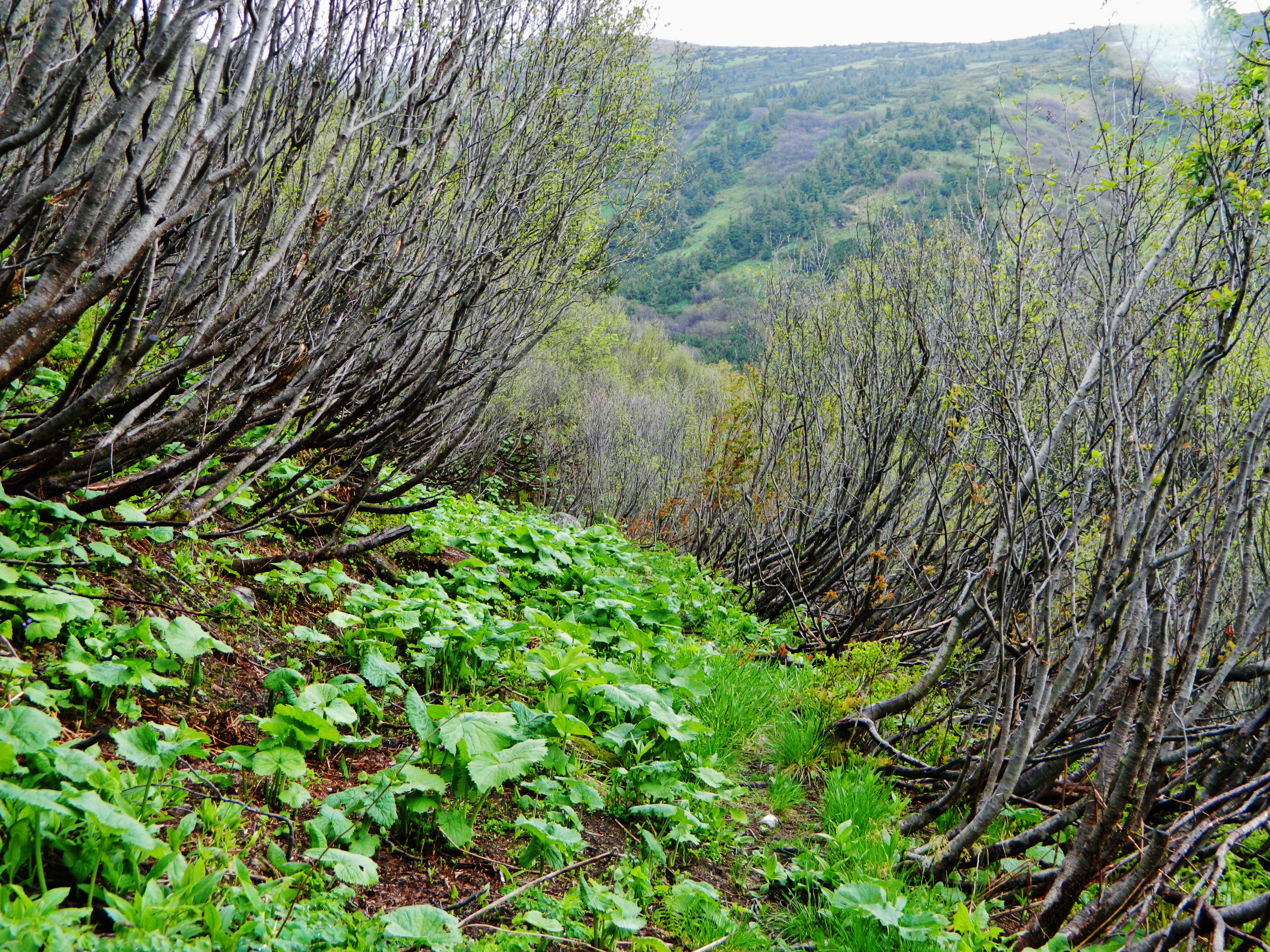
Legföhrenartiger Wuchs am Hang (Ostkarpaten)
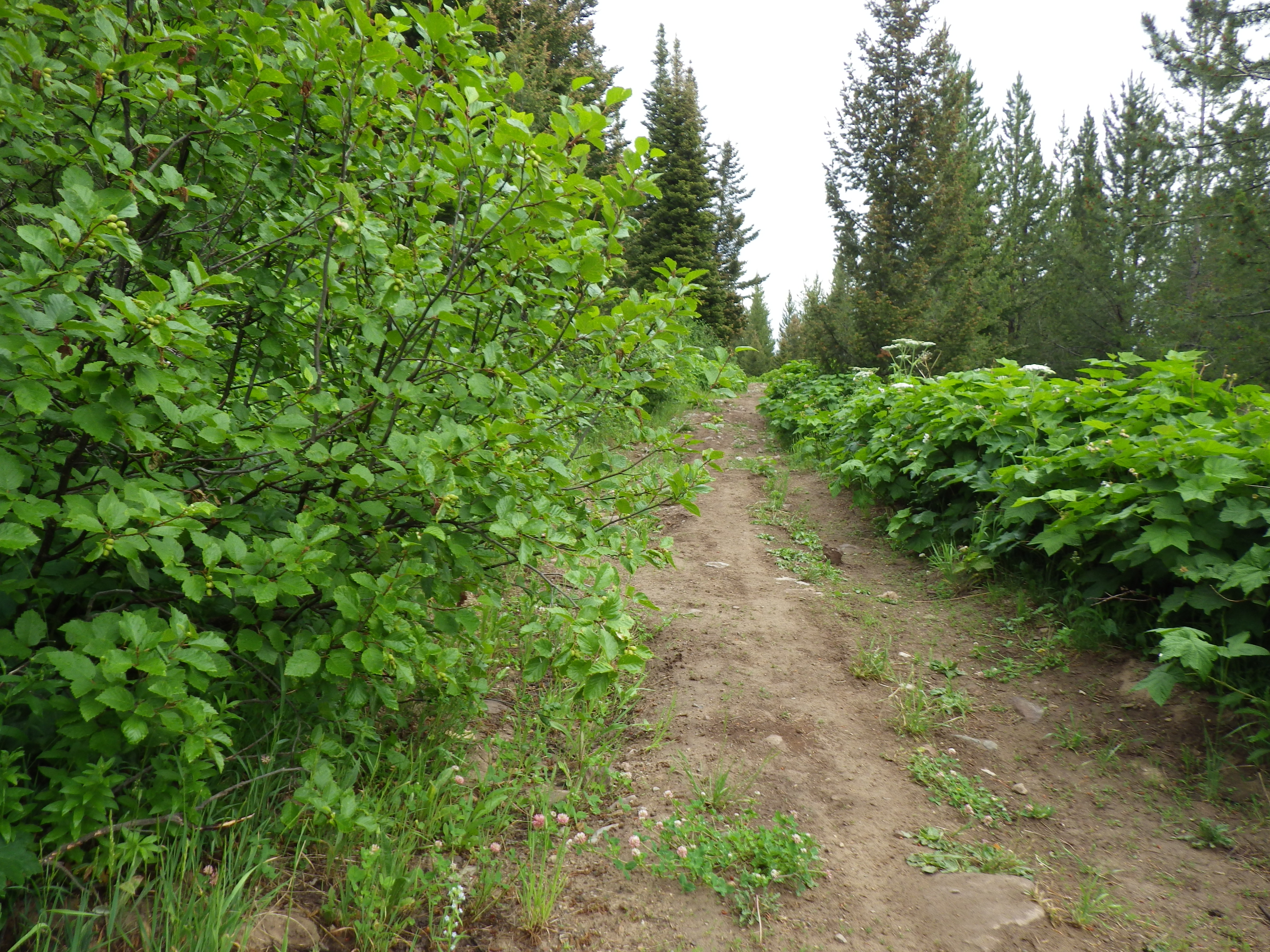
Forstlicher Schlag mit Grünerlen-Primärwald (Montana)
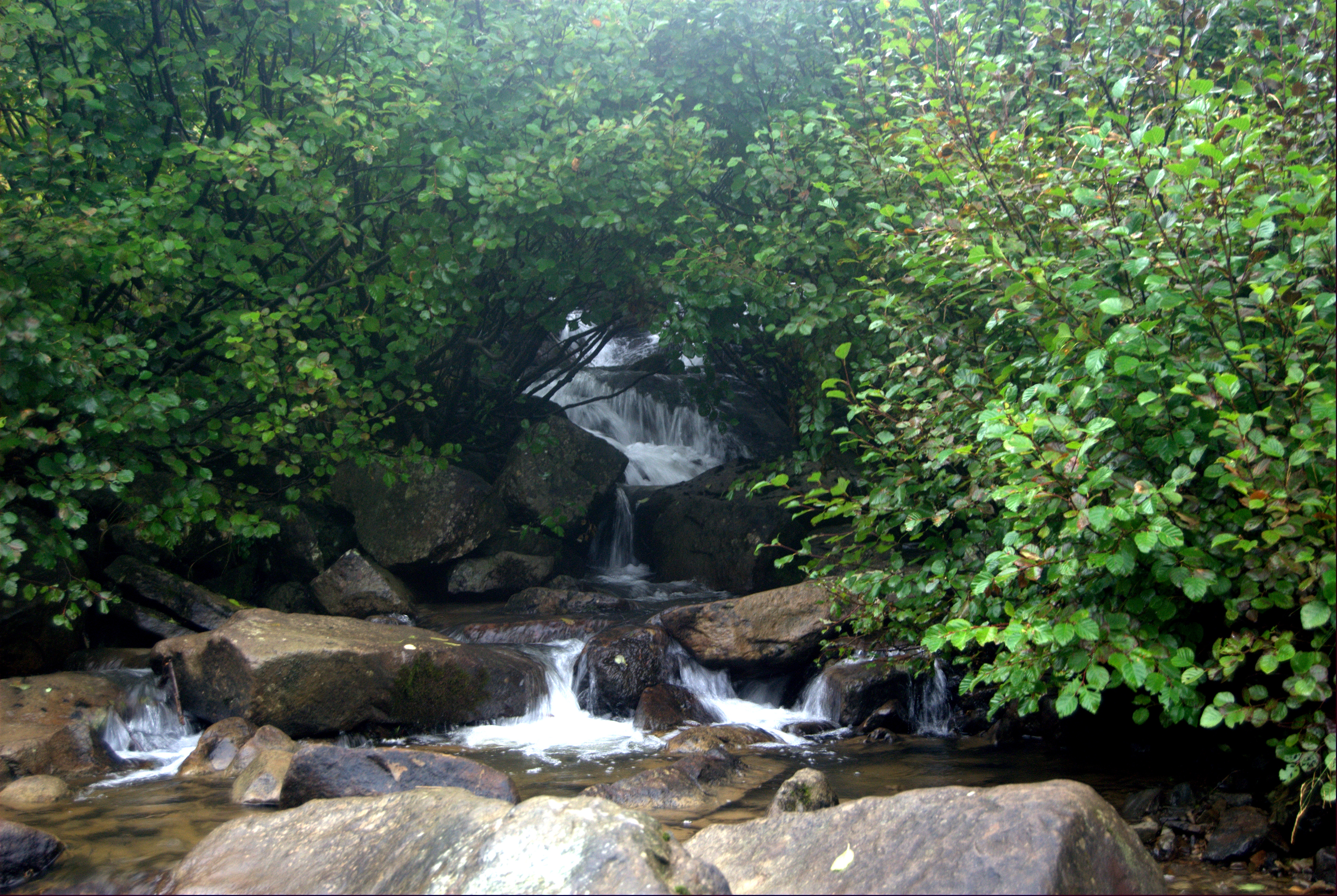
Die Grünerle als typischer Bachbegleiter (Ukraine)
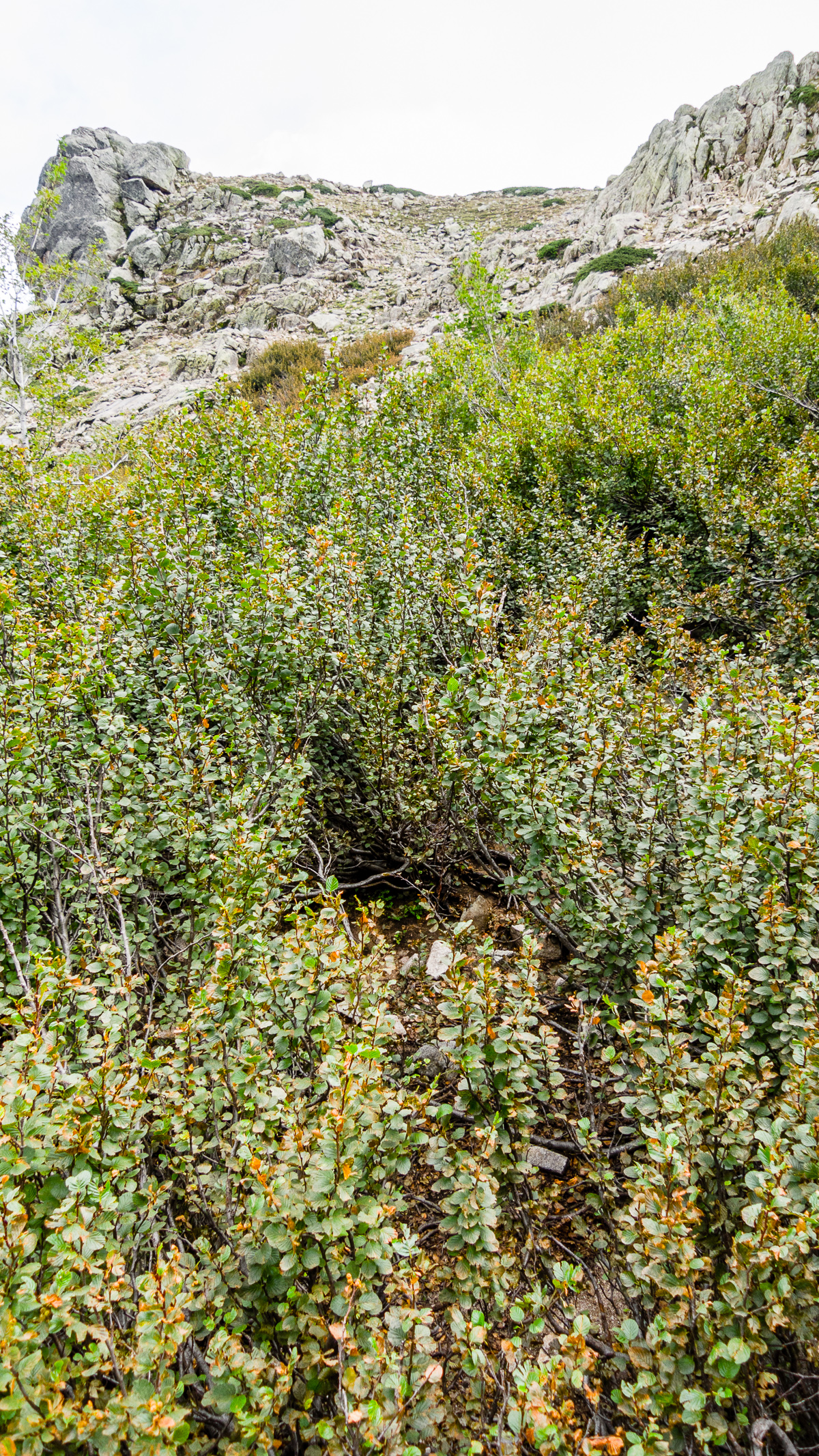
Bestand an der Vegetationsobergrenze (Korsika)
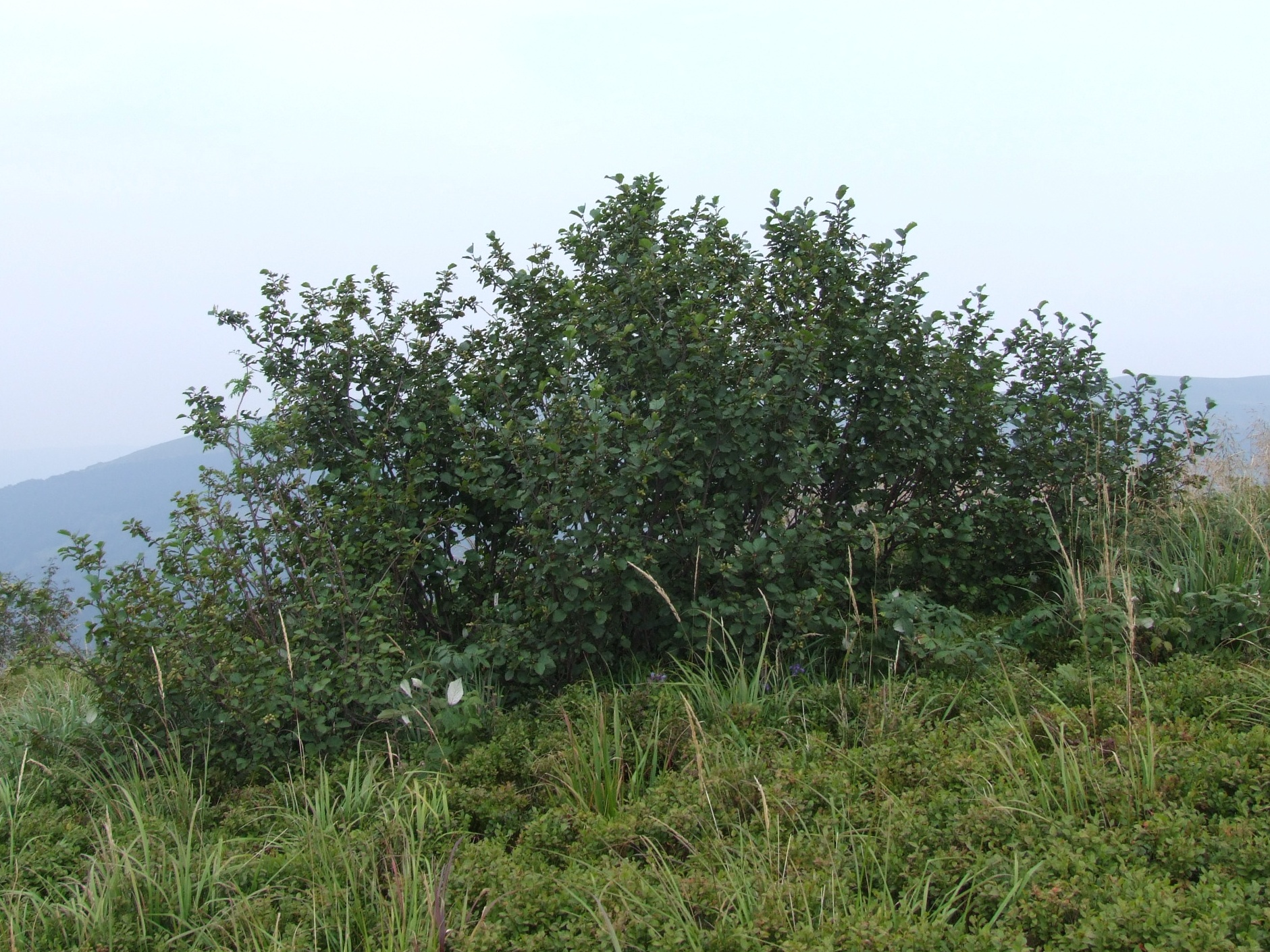
Gebüsch des Weidelands (Südpolen)

## Ökologie
Es handelt sich bei der Grün-Erle um eine Pionierart, welche zur Sicherung von Rutschungen und gefährdeten Hängen beiträgt. Besonders in lawinengefährdeten Nordhängen bildet sie oft die einzige Baumart, da sie durch ihre biegsamen Äste gut das Gewicht des Schnees abfedert. Die Grün-Erle wächst auch auf Rohboden recht gut, wie er etwa nach Hangrutschungen ansteht, da sie über eine Symbiose mit der Bakterienart Frankia alni Luftstickstoff binden kann.
Ihren Namen Laublatsche hat sie in Analogie mit der Latsche (Latschenkiefer), die ebenfalls ausgedehnte Felder an den Gebirgshängen bildet und bis an die Waldgrenze steigt, wo sie oft das oberste Stockwerk bildet. Im Unterschied zur Latsche steht die Grünerle auf feuchteren Standorten, gebietsweise mischen sich Latschenfelder und Erlengebüschzüge.
Forstlich hat sie keine direkte Bedeutung. Sie hat aber in der natürlichen Hang-, Wildbach- und Lawinensicherung der Hochlagen eine zentrale Funktion, sie stabilisiert sowohl den Boden, wie auch den Schnee vor Abrutschen. Als Meliorisationspflanze spielt sie auch eine wichtige Rolle in der Regeneration durch natürlichen Sukzessionsaufbau, bei von durch Windwurf kahlgeschlagenen Hängen, wie auch bei durch Überweidung ausgehagerten und degradierten Almböden. Da es aber auch Areale gibt, in denen sich keine Sukzession einstellt, dürfte die Grünerle an manchen Standorten die Dauervegetation sein, beispielsweise in regelmäßigen Lawinenstrichen, in denen prinzipiell kein Hochwald aufkommen kann (Sonderwaldstandorte), oder wenn sie die anderen Baumarten langfristig verdrängt (Hauptwaldstandorte der Grünerle).

## Systematik

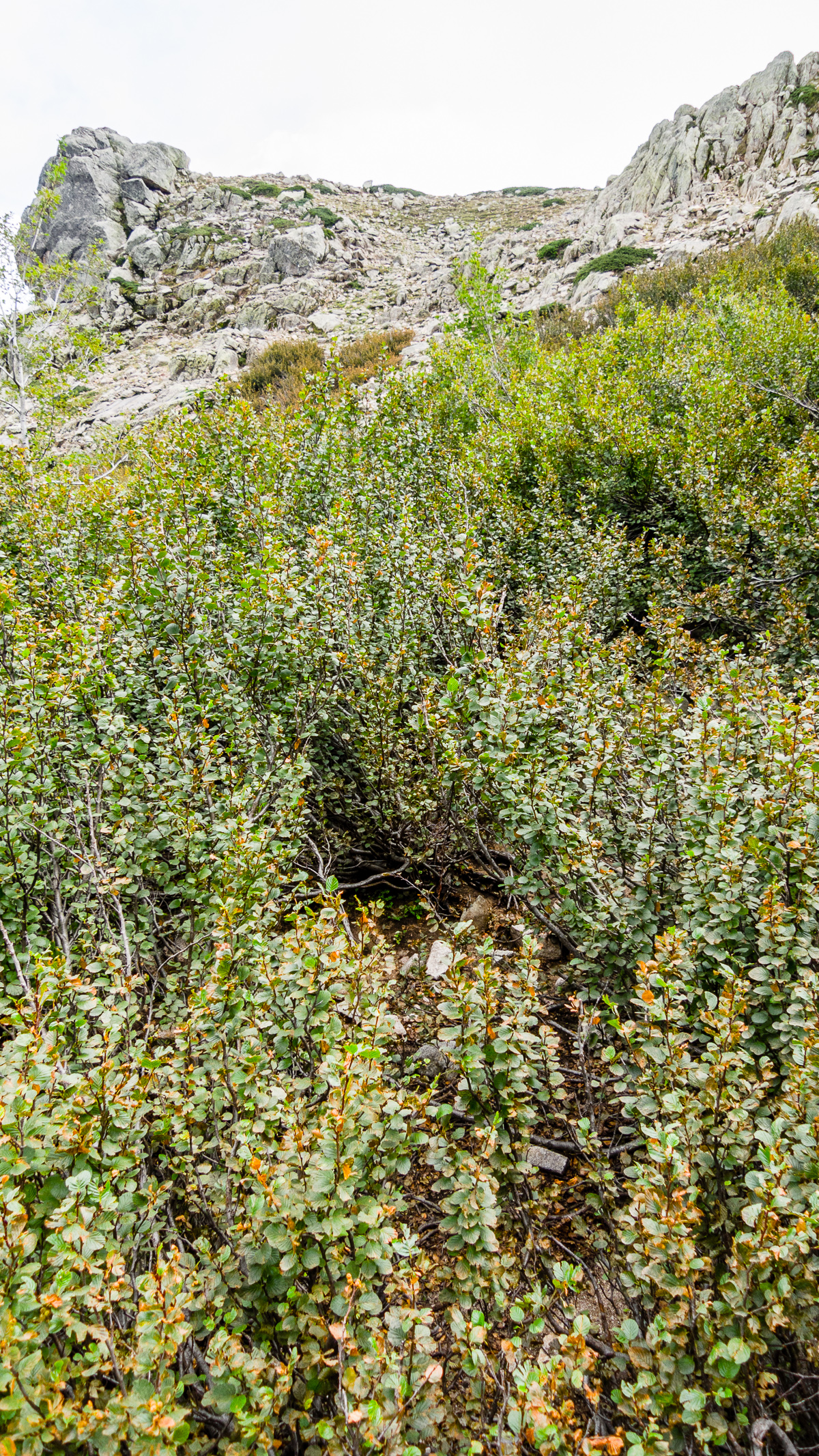
Korsische Zwerg-Erle (Alnus alnobetula subsp. suaveolens)

Der Name Alnus alnobetula wurde 1873 durch Karl Heinrich Emil Koch in Dendrologie, Band 2, 1, S. 625 veröffentlicht. Der Name Alnus alnobetula (Ehrh.) K.Koch, mit dem 1783 durch Jakob Friedrich Ehrhart in Gartenkalender, Band 2, S. 193 veröffentlichten Basionym Betula alnobetula Ehrh. hat Priorität über Alnus viridis (Chaix) DC., mit dem 1786 veröffentlichten Basionym Betula viridis Chaix.
Je nach Autor gibt es einige Subtaxa:
- Alnus alnobetula (Ehrh.) K.Koch subsp. alnobetula (Syn.: Alnus viridis (Chaix) DC. subsp. viridis): Sie kommt in Mitteleuropa, Südeuropa und Osteuropa vor.[11]
- Alnus alnobetula (Ehrh.) K.Koch subsp. crispa (Aiton) Raus (Syn.: Alnus viridis subsp. crispa (Aiton) Turrill, Alnus crispa (Aiton) Pursh, Alnus crispa var. mollis (Fernald) Fernald): Sie kommt vom subarktischen Amerika südlich bis zum US-Bundesstaat North Carolina vor.[11]
- Alnus alnobetula (Ehrh.) K.Koch subsp. fruticosa (Rupr.) Raus (Syn.: Alnus viridis subsp. fruticosa (Rupr.) Nyman, Alnus fruticosa Rupr.): Sie kommt vom nördlichen Russland bis zur Inneren Mongolei und von Alaska bis Kalifornien vor.[11]
- Alnus alnobetula (Ehrh.) K.Koch subsp. maximowiczii (Callier ex C.K.Schneid.) Chery (Syn.: Alnus viridis subsp. maximowiczii (Callier ex C.K.Schneid.) D.Löve) (Syn.: Alnus maximowiczii Callier ex C.K.Schneid.). Diese Unterart wird von R. Govaerts als eigenständige Art angesehen, Maximowiczs Erle (Alnus maximowiczii Callier ex C.K.Schneid.).[11]
- Alnus alnobetula (Ehrh.) K.Koch subsp. sinuata (Regel) Raus  (Syn.: Alnus viridis subsp. sinuata (Regel) Á.Löve & D.Löve, Alnaster sinuatus (Regel) Czerep., Alnus crispa subsp. sinuata (Regel) Hultén, Alnus sinuata (Regel) Rydb., Alnus sitchensis (Regel) Sarg., Alnus viridis var. sinuata Regel): Sie kommt von Russlands Fernem Osten bis ins nördliche China, in Japan und  von Alaska bis Kalifornien und dem US-Bundesstaat Wyoming vor.[11]
- Alnus alnobetula (Ehrh.) K.Koch subsp. suaveolens (Req.) Lambinon & Kerguelen  (Syn.: Alnus viridis subsp. suaveolens (Req.) P.W.Ball, Alnus suaveolens (Req.) Ball): Korsische Zwerg-Erle. Sie kommt nur in Korsika vor.[11]

## Erkrankungen
Die Grün-Erle ist heikel auf Spätfröste wie auf Trockenstress, sonst aber extrem robust. Übermäßigen Verbiss durch Wild oder Weidevieh verträgt sie langfristig schlecht.
Eine jüngst beschriebene Erkrankung ist das Grünerlen-Triebrücksterben oder Grünerlensterben im Alpenraum. Die Blätter und Ruten werden braun, die Triebe bilden rötlichbraune, dann graue Rindennekrosen, meist auf eine Stammseite beschränkt. Oft erscheinen massenhaft winzige pustelförmige Pilzfruchtkörper besonders von Cryptodiaporthe oxystoma (Familie Valsaceae) und Melanconis alni (Familie Melanconidaceae). Bei geringerem Befall schlägt die Pflanze im Laufe des Jahres oder im folgenden Jahr wieder gut aus, sie stirbt aber, wenn die Nekrosen den Wurzelstock erreichen, der dann im nächsten Jahr durch Weißfäule porozellartig zerfällt. Die Erkrankung befällt ganze Bestände und tritt in den Hochlagen auf. Es ist nicht geklärt, ob die Pilze ursächlich sind oder Schwächeparasiten. Man nimmt, weil die Grünerle gerade im Austrieb viel Wasser braucht an, dass das Ausbrechen an Wassermangel im Frühjahr liegt, besonders nach schneearmen Winter und schlechter Tiefendurchfeuchtung, vielleicht auch in Verbindung mit Sonnenbrand bei zu geringer Schneebedeckung im unbelaubten Zustand, oder mangelndem winterlichen Durchfrieren des Bodens. Auch Sommerhitze spielt eine Rolle. Die Erkrankung wurde erstmals 1989/90 in der Innerschweiz beschrieben, dann 1997/98 im Schweizer Gotthardgebiet und im Oberengadin, 2001 in zwei Regionen Österreichs, 2005 in den italienischen Alpen. Der Zusammenhang mit Sommertrockenheit ist aus den Hitzejahren 2003 und 2015 berichtet. Die Erkrankung scheint häufiger zu werden, es könnte sich um eine Klimaerwärmungsfolge handeln, die Befunde decken sich mit den sehr warmen Wintern der letzten eineinhalb Dekaden.
Die Phytophthora-Wurzelhalsfäule der Erlen, die sich in Europa schnell ausbreitet, hat sich in Versuchen auch für die Grünerle pathogen gezeigt, spielt im Freiland aber noch keine Rolle.

## Trivialnamen
Weitere zum Teil auch nur regional gebräuchliche Bezeichnungen für die Grün-Erle sind oder waren: Alpenerle (Schweiz), Bergdrossel (Schweiz), Bergerle (Graubünden), Droosle (Berner Oberland), Dros (Glarus), Drossel (Graubünden, Glarus), Drüesa (Allgäu), Laublöke (Gasteinertal), Luterstaude (Tirol bei Brixen), Luttastauden (Kärnten im Katschtal), Mauserle (Österreich), Trosle (Graubünden), Tross (Graubünden, St. Gallen, Bern) und Trossstuda (Graubünden bei Davos).